# 堤川AIDS事件
堤川AIDS事件（チェチョンエイズじけん）は、大韓民国忠清北道堤川市でAIDSに感染したタクシー運転手の男性が、不特定女性に対して性交渉を行なった事件である。
2009年10月15日に、最高裁判所は懲役1年6月の罪を確定した。